# マナスティル会議
マナスティル会議（マナスティルかいぎ、アルバニア語:Kongresi i Manastirit）は、1908年11月14日から11月22日まで、オスマン帝国領のマナスティル（Manastir、アルバニア語:マナスティリ Manastiri 、トルコ語:Manastır、現在の北マケドニアビトラ）で行われた、アルバニア語アルファベットの標準化を目的とした会議である。11月22日はアルバニアではアルバニア語アルファベットの日として祝日となっている。会議が行われるまで、アルバニア語を表現する表記法は6種類あり、加えて多くの方言があった。
アルバニアの首相、サリ・ベリシャは、会議について「歴史上、最も輝かしい出来事」と呼び、スカンデルベグ以来の「アルバニア人による最も重要な決定であった」とした。北マケドニアのテトヴォにある南東ヨーロッパ大学の学長は、「アルバニア文化にとっても最も重要な日のひとつ」とした。